# Вислокрилка звичайна
Вислокрилка звичайна (Sialis lutaria) — комаха з ряду великокрильців та родини вислокрилок. Середнього розміру комаха з темним тілом. Личинка розвивається в воді, хижа. Один з понад 50 видів роду Sialis.
Тіло чорного кольору, довжиною 0,8-1,2 см. Крила буруваті, передні в розмаху складають 2,2-3,4 см.
Личинка розвивається в воді протягом року. Заляльковується навесні в ґрунті, виповзаючи на суходіл. Імаго з'являються в травні-червні.
Внесена до переліку видів тварин, які підлягають особливій охороні на території Києва